# Meyers Handatlas

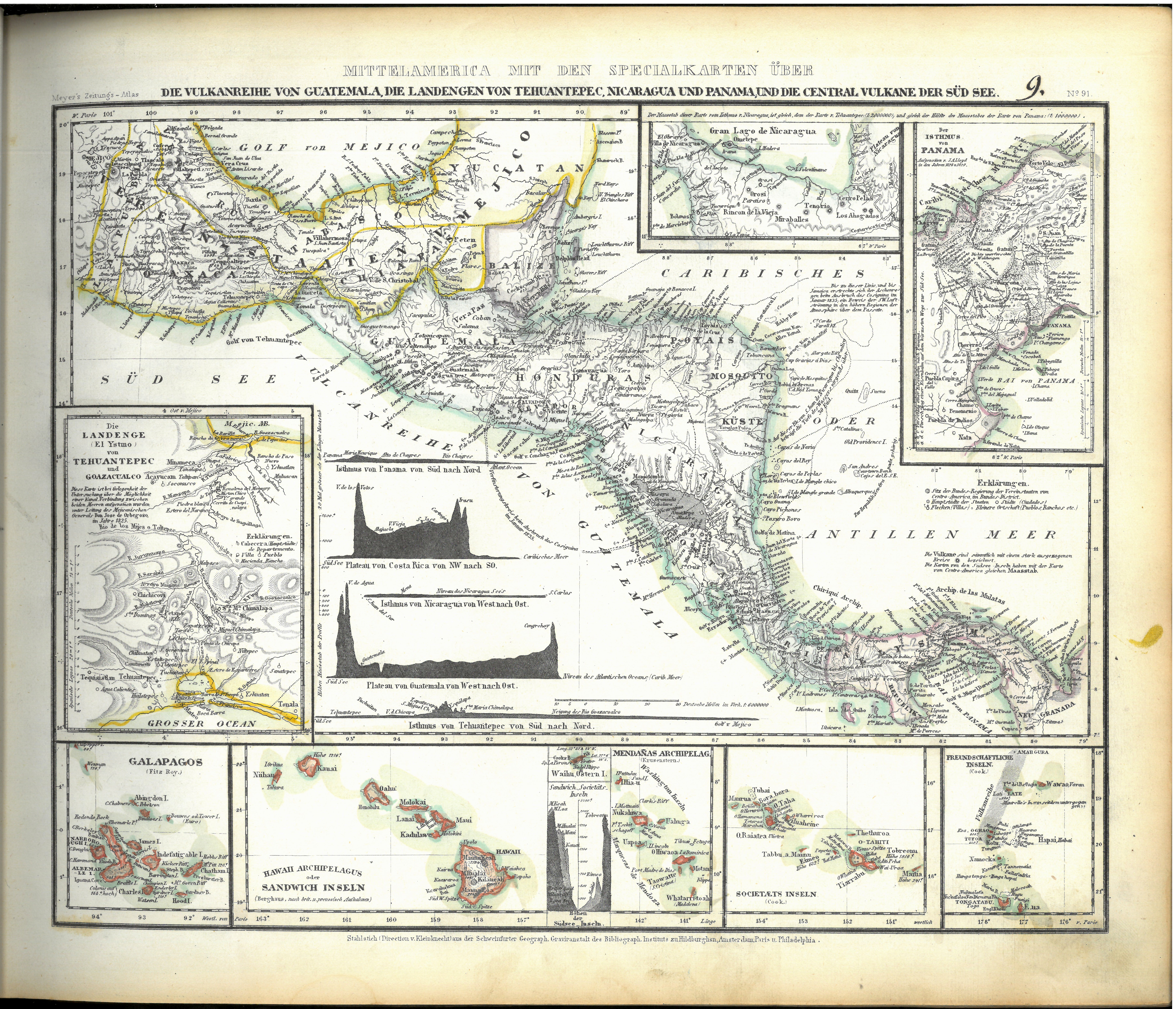
Mittelamerika in Meyer‘s Zeitungsatlas (1850)

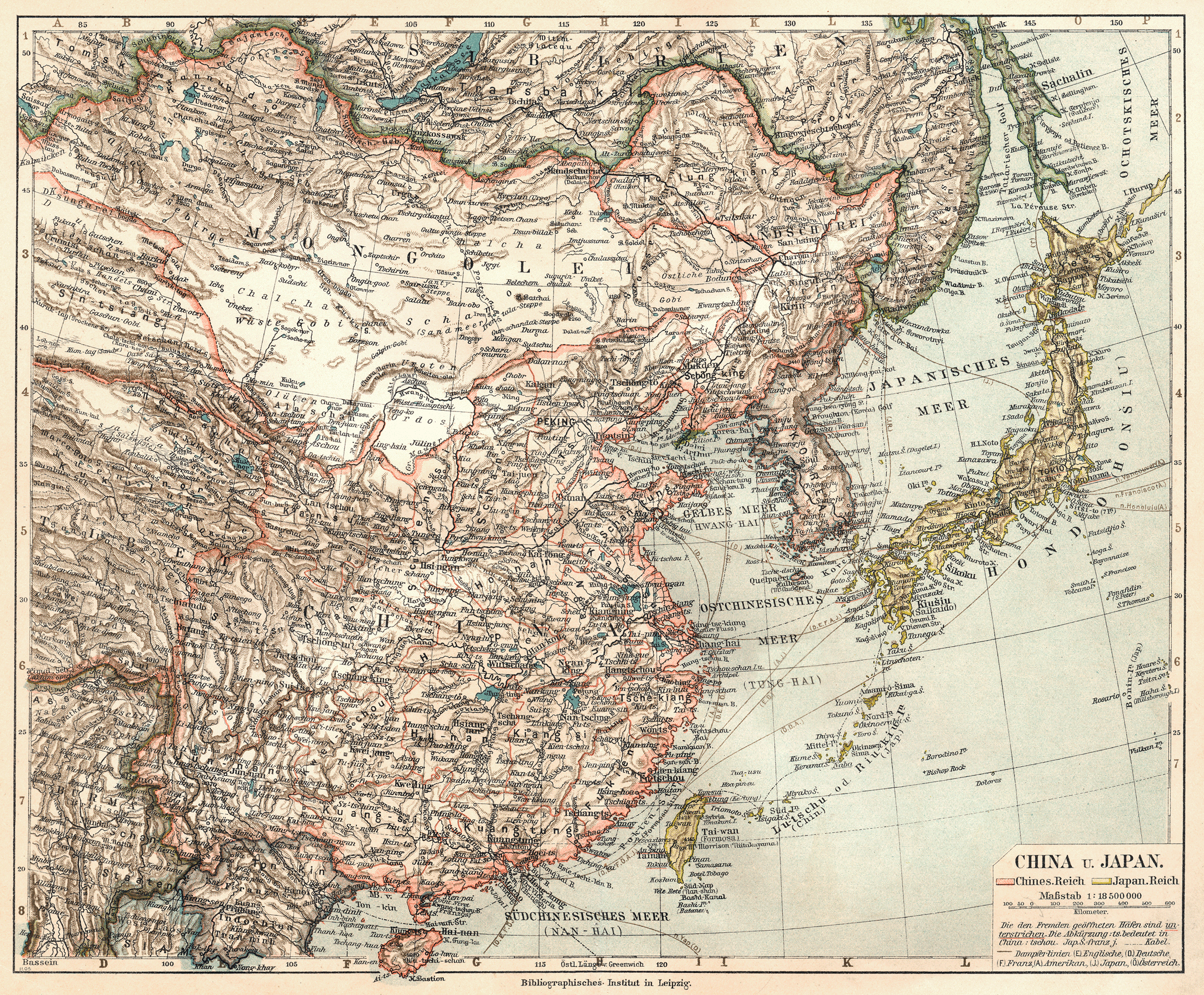
China und Japan aus Meyers Geographischem Hand-Atlas (1905)

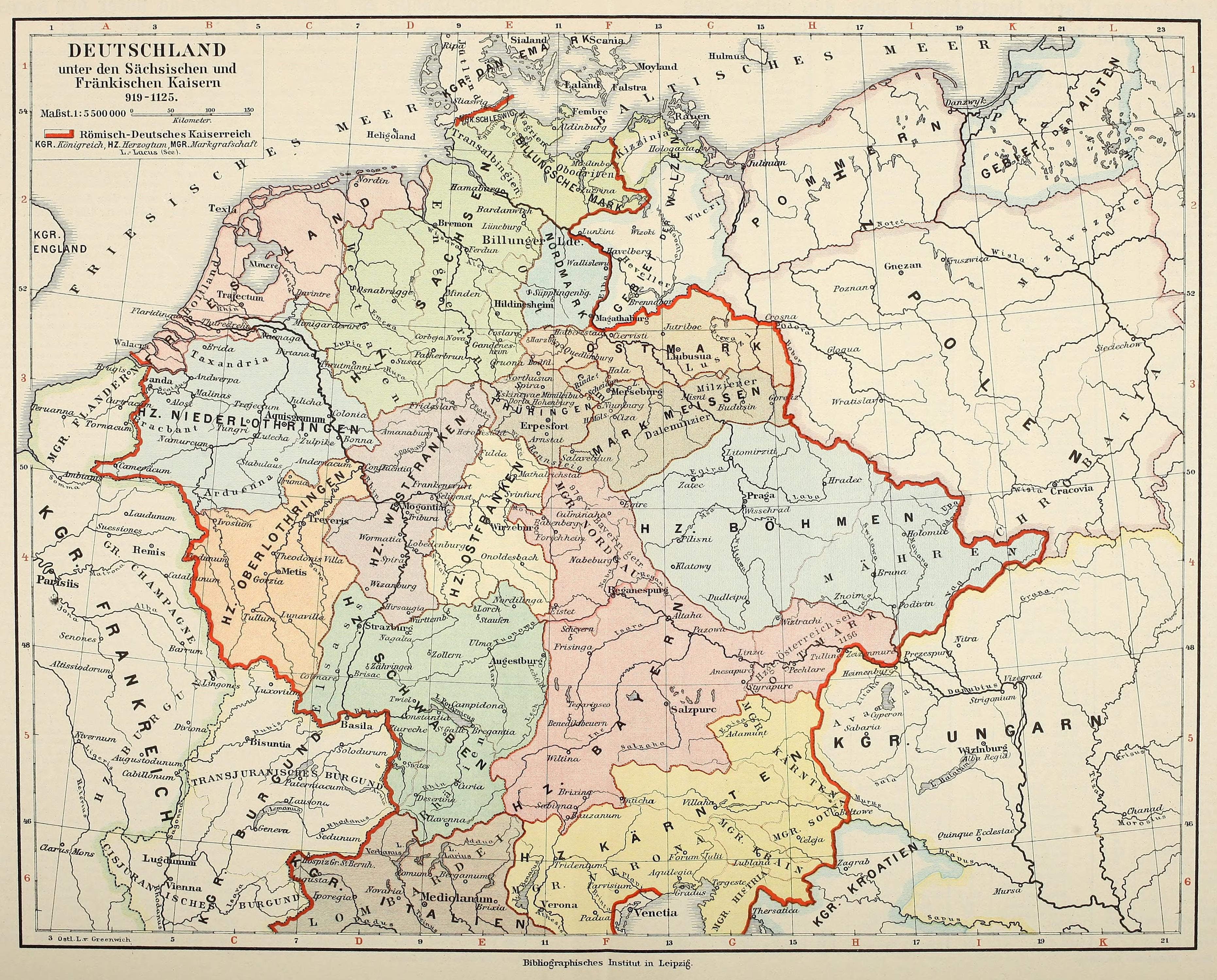
Deutschland 919–1125 in Meyers Historischem Handatlas (1911)

Meyers Handatlas ist der Name verschiedener Atlanten, die vom Bibliographischen Institut, 1826 von Carl Joseph Meyer gegründet, herausgegeben wurden.
Ab 1830 gab Meyer in seiner eigenen „Artistisch-geographischen Anstalt“ auch Karten und Kartenwerke heraus. Diese Blätter wurden in verschiedener Zusammenstellung zu unterschiedlichen Atlanten vereint. So entwickelte sich beispielsweise der Schulatlas weiter zu einem „Neuen Großen Schulatlas“, später zu „Meyer‘s Universal-Atlas“ und zu „Meyer‘s Zeitungsatlas für Krieg und Frieden“. Eigene Karten wurden auch dem Lexikon von Meyer beigegeben.
Ab 1843 produzierte Meyer als wirkliche Eigenproduktion einen Handatlas, der auch wissenschaftlichen Anforderungen standhalten konnte. Der „Große Hand-Atlas über alle Theile der Erde“ erschien als Sammelatlas in 171 Lieferungen und war erst 1860 abgeschlossen. Der Atlas in dieser Originalform ist nur in wenigen Exemplaren überliefert. Im Umfang übertraf Meyers Atlas die Atlanten des Geographischen Instituts Weimar und von Stieler um mehr als das Doppelte.
Die Kartenblätter waren in Stahlstich ausgeführt und zum großen Teil von Major Radefeld entworfen worden. Neu war die Aufnahme von Karten mit Höhenangaben, von Karten mit Stadtplänen sowie die Aufnahme von thematischen Karten. Eine Besonderheit war auch das stärkere Gewicht auf Karten der Neuen Welt. Außerdem enthielt der Atlas Großkarten, die über mehrere Einzelblätter verteilt waren. Einzelne Karten des Atlas wurden zum Teil wieder zu neuen Publikationen zusammengestellt, so zum Beispiel zu „Meyer‘s Auswanderungs-Atlas in 48 Karten der westlichen Hemisphäre“.
Ab 1862 gab der Verlag einen weniger umfangreichen Atlas heraus, der nach dem Leiter der kartographischen Anstalt Ludwig Ravenstein auch „Ravensteins Handatlas“ genannt wurde. Von diesem Atlas erschienen bis 1877 insgesamt sieben Auflagen.
Kartenbände im Lexikonformat produzierte Meyer im Folgenden als Zusatzbände für seine Konversations-Lexika, ab 1892 auch als eigenständige Bände, die nun unter dem Titel „Meyer‘s kleiner Handatlas“ erschienen. Ab der zweiten Auflage dieses Bandes von 1899–1900 hieß dieser Atlas im Lexikonformat dann nur noch „Meyer‘s Handatlas“. Hiervon erschienen bis 1936 zwölf Auflagen. Daneben erschienen einige Sonderausgaben und gekürzte Ausgaben. Im 20. Jahrhundert folgten Meyers Neuer Geographischer Handatlas (1966) und Großes Duden-Lexikon Weltatlas (1969).

## Auflagen
- Meyers Geographischer Handatlas, Leipzig, Bibliographisches Institut, 1928
- Meyers Handatlas. 106 Haupt- und Nebenkarten mit alphabetischem Namenverzeichnis. 1931. 8., neubearbeitete Auflage, mit ca. 250 farbigen Karten und Register, 205 Seiten